# Zaleptus annulatus
Zaleptus annulatus is een hooiwagen uit de familie Sclerosomatidae.